# Томпсон, Кристофер
Кристофер Томпсон (англ. Christopher Thompson, род. 13 августа 1966 года) ― французский актёр, сценарист и кинорежиссёр.

## Ранние годы
Томпсон родился в Нью-Йорке в 1966 году и вырос на родине своих родителей, во Франции. Позже он вернулся в Соединённые Штаты, чтобы поступить в Университет Брауна.
Он происходит из семьи, связанной с театральным искусством. Его мать — кинорежиссер и сценарист Даниэль Томпсон, а его дед по материнской линии ― режиссер Жерар Ури (1919-2006), у него есть сестра ― актриса Кэролайн Томпсон. 

## Карьера
Томпсон дебютировал на экране в роли революционного лидера Сен-Жюста в фильме «Французская революция» (1989). Он также снимался во французских постановках, включая фильмы «Атлантида» (1992) и «Джорджино» (1994), а также телевизионный мини-сериал «Граф Монте-Кристо» (1998). Его работы в англоязычных постановках включают второстепенные роли в фильмах «Джефферсон в Париже» (1995) и «Защита Лужина» (2001).
Он сотрудничал со своей матерью над сценарием её первого полнометражного фильма «Ла Буш». Они снова работали вместе над сценарием фильма «История любви», а их сценарий к фильму «Места в партере» был номинирован в категории Лучший сценарий на премию Сезар. Более поздняя совместная работа, комедия «Смена планов», была выпущена в 2009 году.

## Личная жизнь
Он женат на актрисе Жеральдин Пайяс. У них двое детей.